# Opus Nocturne
Opus Nocturne es el tercer álbum de estudio de la banda sueca de black metal Marduk. Fue grabado y mezclado en los estudios Hellspawn en septiembre de 1994 y lanzado en diciembre a través de Osmose Productions. Se relanzó el 27 de junio de 2006 en formato digipak que incluye una canción en grabada en las sesiones de ensayos, a través de Regain Records. Opus Nocturne es el último álbum en contar con Joakim Göthberg en las voces y con Dan Swanö como mezclador. Opus Nocturne fue el primer álbum que exhibe la forma de hiper velocidad en el doble bombo de Marduk en comparación con los demás álbumes, sin embargo, Opus Nocturne difiere mucho en el estilo ya que se centra más en lo melódico de Those of the Unlight pero conservando su sonido demoledor, el cual se mantiene y sirve de influencia para sus álbumes venideros como Heaven Shall Burn... When We Are Gathered and Nightwing.
"Materialized in Stone" fue originalmente el título de la canción "From the Dark Past" el cual aparece en el álbum de Mayhem De Mysteriis Dom Sathanas, el título fue cambiado por Per Yngve Ohlin antes de su muerte. Marduk adoptó más tarde el título para agregarlo a la canción de este álbum. La banda utilizó previamente un título de otra canción de Per Yngve Ohlin en el álbum Those of the Unlight. Puede que probablemente esas acciones hayan sido una especie de tributo a la memoria de Per y sus trabajos.

## Lista de canciones
| N.º | Título                                  | Duración |  |
| 1.  | «The Appearance of Spirits of Darkness» | 0:33     |  |
| 2.  | «Sulphur Souls»                         | 5:41     |  |
| 3.  | «From Subterranean Throne Profound»     | 7:47     |  |
| 4.  | «Autumnal Reaper»                       | 3:31     |  |
| 5.  | «Materialized in Stone»                 | 5:10     |  |
| 6.  | «Untrodden Paths (Wolves Part II)»      | 5:27     |  |
| 7.  | «Opus Nocturne»                         | 2:33     |  |
| 8.  | «Deme Quaden Thyrane»                   | 5:06     |  |
| 9.  | «The Sun Has Failed»                    | 7:22     |  |

| Bonus tracks |                                                          |          |  |
| N.º          | Título                                                   | Duración |  |
| 10.          | «Sulphur Souls» (Rehearsal; Reissue bonus track)         | 5:39     |  |
| 11.          | «Materialized in Stone» (Rehearsal; Reissue bonus track) | 5:38     |  |
| 12.          | «Opus Nocturne» (Rehearsal; Reissue bonus track)         | 2:05     |  |
| 13.          | «Autumnal Reaper» (Rehearsal; Reissue bonus track)       | 2:54     |  |

## Créditos
- Joakim Göthberg – voz
- Morgan Steinmeyer Håkansson – guitarra
- B. War – bajo
- Fredrik Andersson – batería
- Dan Swanö – mezclas